# Still Live In My Heart/Recede〜遠ざかりゆく想い〜
「Still Live In My Heart／Recede〜遠ざかりゆく想い〜」（スティル・リブ・イン・マイ・ハート / リシード とおざかりゆくおもい）は、1999年11月17日に発売された鈴木雅之の25枚目のシングル。

## 解説
- 9枚目のアルバム『Tokyo Junction』からの先行シングル。2曲A面扱い。
- ボーナス・トラックの「SO LONG (Live Version)」は、"Premium Live SO LONG"からのライブ音源でアルバム未収録。
- 「Still Live In My Heart」は、安雲公亮名義で作曲を手掛けた安部恭弘は2003年発売のアルバム『HEAVEN ROSES』で、作詞を担当した樋口了一は2006年発売のアルバム「ベストコレクション  ～あの頃の僕がいるなら～」でそれぞれセルフカバーを収録している。
- 「Recede〜遠ざかりゆく想い〜」は、作曲を手掛けた山口美央子が2019年発売のアルバム『FLOMA』でセルフカバー。

## 収録曲
| #         | タイトル                                                                            | 作詞      | 作曲       | 編曲      | 時間  |
| --------- | ----------------------------------------------------------------------------------- | --------- | ---------- | --------- | ----- |
| 1.        | 「Still Live In My Heart」                                                          | 樋口了一  | 安雲公亮   | 松本晃彦  | 5:07  |
| 2.        | 「Recede〜遠ざかりゆく想い〜」(TBS系 ワンダフル・アニメ「いつも心に太陽を!」主題歌) | 高杉碧    | 山口美央子 | 有賀啓雄  | 4:49  |
| 3.        | 「SO LONG (Live Version)」                                                          | 川村結花  | 川村結花   |           | 5:15  |
| 合計時間: | 合計時間:                                                                           | 合計時間: | 合計時間:  | 合計時間: | 15:11 |